# Rudolf Zocher
Rudolf Zocher  (* 7. Juli 1887 in Großenhain; † 30. Juni 1976 in Erlangen) war ein deutscher Philosoph. Der Schüler Heinrich Rickerts wird zur südwestdeutschen neukantianischen Schule gezählt.
Der Sohn eines Brauereibesitzers studierte Klassische Philologie, Germanistik, Philosophie, Naturwissenschaften und Medizin in München, Kiel, Berlin und Freiburg, bis er 1921 von Rickert in Heidelberg mit einer Arbeit über Wilhelm Schuppes Logik promoviert wurde. 1925 habilitierte er an der Universität Erlangen mit der Arbeit Die objektive Geltungslogik und der Immanenzgedanke. Eine erkenntnistheoretische Studie zum Problem des Sinnes. 1934 wurde er dort zum außerordentlichen Professor ernannt, 1939 wurde er außerplanmäßiger und 1954 ordentlicher Professor.

## Schriften
- Husserls Phänomenologie und Schuppes Logik. Reinhardt, München 1932
- Die philosophische Grundlehre. Eine Studie zur Kritik der Ontologie. Mohr, Tübingen 1939
- Tatwelt und Erfahrungswissen. Gryphius-Verlag, Reutlingen 1948
- Philosophie in Begegnung mit Religion und Wissenschaft. Reinhard, München 1955
- Kants Grundlehre. Ihr Sinn, ihre Problematik, ihre Aktualität. Universitätsbund Erlangen, Erlangen 1959